# Pierre-Alfred Chappuis
Pierre-Alfred Chappuis (* 5. September 1891 in Saint-Cloud, Frankreich; † 9. Juli 1960 in Bern) war ein Schweizer Hydrobiologe, Höhlenforscher, Institutsleiter und Autor. Er war der Entdecker vieler Copepoden aus der Familie der Cyclopidae.

## Leben und Werk

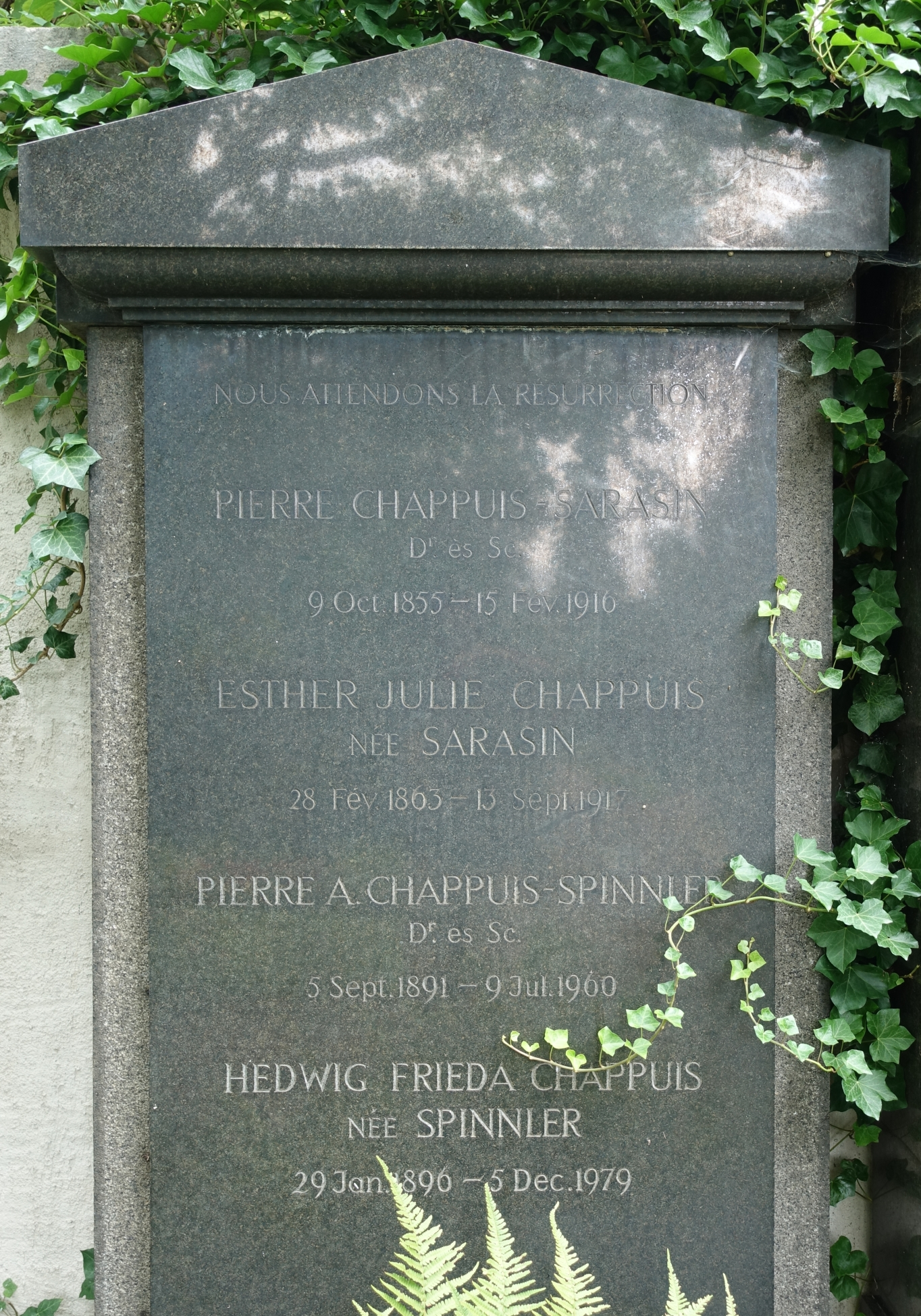
Chappuis’ Grab auf dem Wolfgottesacker in Basel

Pierre-Alfred Chappuis war ein Sohn des Pierre Chappuis und der aus Basel stammenden Esther Julie Sarasin (1863–1917). Sie war eine Tochter des Fabrikanten Rudolf Sarasin (1831–1905). Pierre-Alfred Chappuis wuchs zusammen mit sieben Geschwistern auf. Ein Bruder war der Unternehmer und langjährige Honorarkonsul in Belgien François Chappuis (1893–1965).
Chappuis studierte Biologie an der Universität Basel und schloss das Studium mit der Doktorarbeit über die Süsswasserkrebse ab. Anschliessend nahm er an Forschungsreisen u. a. in Rumänien teil, teils zusammen mit seinem Freund, dem französischen Naturforscher René Jeannel (1879–1965) und seinem Lehrer und Mentor Emil Racoviță. Dabei entdeckte er zahlreiche neue Arten von Kleintieren, darunter die Copepoden. 
1920 holte Emil Racoviță ihn und René Jeannel an das im gleichen Jahr gegründete Institut für Speläologie an der Universität von Klausenburg, der heutigen Babeș-Bolyai-Universität Cluj. In der Folge zog Chappuis mit seiner Frau Hedwig Frieda, geborene Spinnler (1896–1979), nach Klausenburg. Ihre Kinder Jean-Pierre (* 1924) und Claude Diane (* 1928) kamen dort zur Welt. 1932 wurde Chappuis zum stellvertretenden Institutsdirektor ernannt. Als 1940 Rumänien aufgrund des zweiten Wiener Schiedsspruchs den Norden und Osten Siebenbürgens an Ungarn abtreten und Racoviță die Institutsleitung abgeben mussten, wurde Chappuis als Staatsangehöriger eines neutralen Landes sein Nachfolger. Dadurch konnten die Schliessung der Einrichtung und das Zerstreuen der Sammlungen und Forschungsmaterialien verhindert werden.
Nach Ende des Zweiten Weltkrieges wurde Chappuis der erste stellvertretende Direktor des Untergrundlabors am Nationalen Zentrum für wissenschaftliche Forschung in Moulis, Frankreich. Er schrieb während seiner Laufbahn über 160 wissenschaftliche Arbeiten und Publikationen.
Pierre-Alfred Chappuis verstarb in Bern und fand seine letzte Ruhestätte auf dem Wolfgottesacker in Basel.